# Guloza
Guloza je aldoheksozni šećer. Ona je monosaharid koji se veoma retko sreće u prirodi. Nađena je u arhejama, bakterijama i eukariotama. Javlja se kao sirup slatkog ukusa. Ona je rastvorna u vodi, i neznatno je rastvorna u metanolu. Kvasac ne fermentiše ni jednu njenu formu.
Guloza je C-3 epimer galaktoze.